# Десета влада Николе Пашића
Десета влада Николе Пашића је била влада Краљевине Србије од 23. јуна 1917. до 23. марта 1918.

## Чланови владе
| Функција                                                  | Слика               | Име и презиме     | Детаљи                        |
| --------------------------------------------------------- | ------------------- | ----------------- | ----------------------------- |
| Председник Министарског савета и министар иностраних дела |                     | Никола Пашић      |                               |
| Министар унутрашњих дела                                  |                     | Љубомир Јовановић |                               |
| Министар правде                                           |                     | Марко С. Ђуричић  |                               |
| Министар финансија                                        |                     | Стојан М. Протић  |                               |
| Министар просвете и црквених послова                      |                     | Момчило А. Нинчић | заступник, до 30.6/13.7.1917. |
| Министар просвете и црквених послова                      | Милош Трифуновић    |                   |                               |
| Министар војни                                            |                     | Божидар Терзић    |                               |
| Министар грађевина                                        |                     | Момчило А. Нинчић |                               |
| Министар народне привреде                                 |                     | Марко С. Ђуричић  | заступник, до 30.6/13.7.1917. |
| Министар народне привреде                                 | Велизар С. Јанковић |                   |                               |